# 일리노이 주립 대학교
일리노이 주립 대학교(Illinois State University)는 미국 일리노이주 노멀에 있는 4년제 공립 랜드그랜트 대학교이다. 1857년 첫 개교되어 일리노이주 최초의 공립대학이다. 미국내에서 손꼽히는 교사 양성 기관으로 교육대의 명성이 높다.